# Castelo de Kilkerran

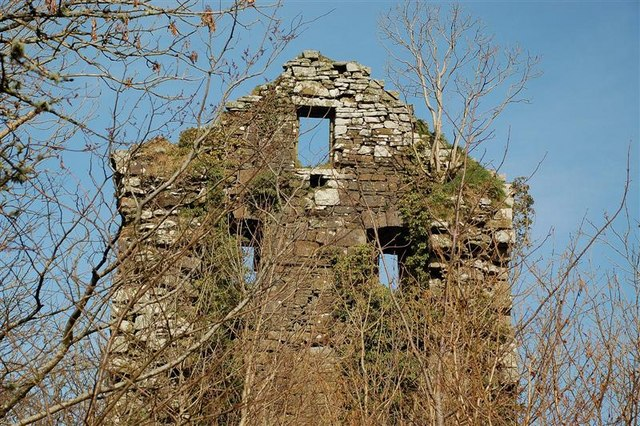
Topo do Castelo Kilkerran

O Castelo de Kilkerran é um castelo em ruínas, perto de Campbeltown, Kintyre, Argyll and Bute, Escócia.

## História
Uma torre de menagem foi construída em 1490 pelo Rei Jaime IV, para abrigar uma guarnição para subjugar os MacDonalds.
Outros trabalhos de fortificação foram realizados pelo Rei Jaime V, durante uma expedição às Ilhas em 1536 contra os Macdonalds e outros clãs que estavam contra ele.
Enquanto o Rei Jaime V partia de Kilkerran (agora Campbeltown), Alexander MacDonald, 5 de Dunnyveg, tomou o Castelo de Kilkerran à força e pendurou o governador das suas paredes em vista do Rei James V. Como resultado, Alexander MacDonald foi convocado para comparecer em Stirling e morreu lá em 1538.